# Campeonato de España de Ciclismo Contrarreloj 2021
La XXVIII edición del Campeonato de España de Ciclismo Contrarreloj se disputó el 18 de junio de 2021 en la provincia de Alicante, con inicio en y final Busot por un recorrido que constó de 32,1 km de recorrido.
Participaron 47 ciclistas.
El ganador de la prueba fue Ion Izagirre del Astana-Premier Tech que superó a David de la Cruz del UAE Team Emirates y a Gorka Izagirre del INEOS Grenadiers, segundo y tercero respectivamente.

## Clasificación final
| \| Clasificación general \| Clasificación general \| Clasificación general \| Clasificación general \| Clasificación general \| \| Ciclista \| Ciclista \| Equipo \| Tiempo \| \| \| --------------------- \| --------------------- \| --------------------- \| --------------------- \| --------------------- \| \| 1.º \| Ion Izagirre \| Astana-Premier Tech \| 40 min 19 s \| \| \| 2.º \| David de la Cruz \| UAE Team Emirates \| + 1 s \| \| \| 3.º \| Carlos Rodríguez \| Ineos Grenadiers \| + 48 s \| \| \| 4.º \| Raúl García Pierna \| Equipo Kern Pharma \| + 53 s \| \| \| 5.º \| Pello Bilbao \| Bahrain Victorious \| + 54 s \| \| \| 6.º \| Lluís Mas \| Movistar Team \| + 55 s \| \| \| 7.º \| Omar Fraile \| Astana-Premier Tech \| + 1 min 01 s \| \| \| 8.º \| Jaime Castrillo \| Equipo Kern Pharma \| + 1 min 08 s \| \| \| 9.º \| Roger Adrià \| Equipo Kern Pharma \| + 1 min 24 s \| \| \| 10.º \| Xabier Mikel Azparren \| Euskaltel-Euskadi \| + 1 min 24 s \| \| |                       |                     |              |
| |                       |                     |              |
| Fuente: ProCyclingStats |                       |                     |              |
| Clasificación general |                       |                     |              |
| Ciclista | Ciclista              | Equipo              | Tiempo       |
| 1.º | Ion Izagirre          | Astana-Premier Tech | 40 min 19 s  |
| 2.º | David de la Cruz      | UAE Team Emirates   | + 1 s        |
| 3.º | Carlos Rodríguez      | Ineos Grenadiers    | + 48 s       |
| 4.º | Raúl García Pierna    | Equipo Kern Pharma  | + 53 s       |
| 5.º | Pello Bilbao          | Bahrain Victorious  | + 54 s       |
| 6.º | Lluís Mas             | Movistar Team       | + 55 s       |
| 7.º | Omar Fraile           | Astana-Premier Tech | + 1 min 01 s |
| 8.º | Jaime Castrillo       | Equipo Kern Pharma  | + 1 min 08 s |
| 9.º | Roger Adrià           | Equipo Kern Pharma  | + 1 min 24 s |
| 10.º | Xabier Mikel Azparren | Euskaltel-Euskadi   | + 1 min 24 s |